# Droga I/58 (Czechy)
Droga krajowa nr 58 (Silnice I/58) – czeska droga I kategorii prowadząca z Roznova pod Radhostem do granicy z Polską w Chałupkach. Droga ta stanowi kontynuację dla podróżujących z Polski drogą krajową 78 w kierunku Ostrawy czy dalej w kierunku Austrii i Włoch. Jest również bardzo ważną drogą dla całego przemysłowego kraju morawsko-śląskiego łącząc go z krajem zlińskim. Stanowi również łącznik pomiędzy polską DK78 a czeską autostradą D1 na węzłach autostradowych w Boguminie i Ostrawie.

## Większe miejscowości przy drodze 58
- Rožnov pod Radhoštěm (I/35)
- Frenštát pod Radhoštěm
- Příbor (I/48)
- Ostrawa (D1, I/11, I/56)
- Bogumin (D1, I/67)